# 淡稈鳞盖蕨
淡稈鳞盖蕨（学名：Microlepia pallida）为碗蕨科鳞盖蕨属下的一个种。其种加词“pallida ”意为“淡色的”。
现接受名为斜方鳞盖蕨（Microlepia rhomboidea (Wall. ex Kunze) Prantl）。